# Malva verticillata
Malva verticillata L. è una pianta della famiglia delle Malvacee.

## Descrizione
M. verticillata è una pianta annuale o biennale che cresce fino a 1,7 metri di altezza e può crescere in aree boschive con diversi tipi di terreno. I fiori piccoli e simmetrici hanno cinque petali bianchi, rosa o rossi (di 0,8 cm) e tredici o più stami. Ogni fiore ha tre strette brattee in un epicalice. Il frutto è una noce secca e glabra. Le foglie sono semplici ed alterne.
Nei climi temperati fiorisce da luglio a settembre e produce i semi da agosto a ottobre. I fiori della pianta sono autofertili ma possono essere impollinati anche dagli insetti.

## Distribuzione e habitat
La specie è originaria dell'Africa tropicale e dell'Asia. È stata introdotta in Europa ed è considerata una pianta invasiva. È presente anche nel Nord America, inclusa la maggior parte degli stati degli Stati Uniti.

## Usi
La pianta, nella Cina pre-Han, era ampiamente coltivata e costituiva un'importante fonte di cibo. La malva è menzionata in Huangdi Neijing come una delle cinque erbe consumabili insieme a foglie di pisello, Allium macrostemon, cipollotto e aglio cinese. Probabilmente era considerato un ortaggio importante fino al Wei settentrionale. La tecnologia per coltivare la malva era ben documentata nel Qimin Yaoshu. Nel suo Nong Shu (manuale agricolo), Wang Zhen scrive che la malva era al primo posto tra le varie verdure, perché "potrebbe essere un'alternativa in anni di cattivo raccolto, o essere marinata per servire con gli alimenti di prima necessità". C'erano rare occasioni in cui le persone coltivavano o consumavano la malva durante la dinastia Ming.
Viene coltivata anche come pianta ornamentale.